# Estadi Atlètic d'Ōita
L'Estadi Atlètic d'Ōita (大分市営陸上競技場) és un estadi dedicat a la pràctica del futbol i l'atletisme de la ciutat d'Ōita, capital de la Prefectura d'Ōita, al Japó.